# Итербий
Итербий е химичен елемент от периодичната система със символ Yb и атомен номер 70. Елементът е лантаноид и принадлежи към групата на редкоземните метали. Той е наречен на името на мястото, където е открит за първи път – мината „Ютербю“, близко до Стокхолм, Швеция.